# Opération Blockbuster
L'opération Blockbuster est l'achèvement de la plus grande opération Veritable de la Première Armée canadienne, renforcée par la XXXe corps de la deuxième armée britannique de la fin février au début mars 1945. Veritable avait été plus lente et plus coûteuse que prévu et le commandant canadien Harry Crerar, avait décidé d'un nouveau départ pour l'opération. Trois divisions britanniques et canadiennes avancèrent vers le nord-ouest, capturant des positions allemandes non préparées dans la crête forestière Hochwald avant d'avancer sur Xanten. Ils ont rejoint la neuvième armée américaine à Berendonk, près de Gueldre le 3 mars. Les batailles de la Rhénanie allaient devenir la campagne la plus coûteuse du Canada, plus de quarante mille personnes furent tuées au combat dans la Rhénanie.
Plus tard dans la culture, la bataille de Hochwald Gap a été le sujet d'un épisode de la série documentaire Greatest Tank Battles. De nombreux anciens combattants des unités blindées canadiennes ont été interviewés et ont donné des témoignages sur la violence de la campagne. Notamment la ténacité des soldats allemands en Rhénanie. De plus, de nombreux anciens soldats allemands ont témoigné de leurs expériences avec les canadiens. 

## Source de la traduction
- (en) Cet article est partiellement ou en totalité issu de l’article de Wikipédia en anglais intitulé « Operation Blockbuster » (voir la liste des auteurs).